# Arte & Ofício
Arte & Ofício foi a primeira banda portuguesa de jazz rock fundada no Porto, em 1975, por António Garcez e Sérgio Castro. Foram um fenómeno de popularidade revolucionando completamente o rock em Portugal. Entre 1975 e 1983, a banda experimentou a fusão das várias variantes do rock cantando sempre em inglês.
A formação dos Arte & Ofício sofreu alterações ao longo do tempo sendo a mais carismática constituída pelo quinteto António Garcez (vocal), Sérgio Castro (baixo e vocal de apoio), Sérgio Cordeiro (guitarra), Fernando Nascimento (guitarra) e Álvaro Azevedo (bateria) que se mantiveram até 1979. 
Resultante do rock progressivo no início da década de 1970, a sonoridade da banda ainda passou pelo sub género sinfónico para depois incorporar a combinação do hard rock com o blues e do jazz com o funk. A saída de António Garcez, em 1979, forçou a banda a reinventar-se passando a vocalização para o baixista Sérgio Castro. Com a entrada dos pianistas António Pinho Vargas e André Sarbib, que substituíram o guitarrista Sérgio Cordeiro, a sonoridade estabeleceu-se definitivamente no jazz rock, dando continuidade ao sucesso. Foram o primeiro grupo português de rock a merecer destaque internacional e referências elogiosas na prestigiada revista Billboard e no jornal britânico Melody Maker, pela prestação como banda suporte nos concertos dos Can, Stranglers e Joe Jackson nas suas passagens por Portugal entre 1979 e 1980, bem como críticas favoráveis aos álbuns de estúdio Faces (1979) e Danza (1982).
Terminaram a carreira em maio de 1983, contabilizado dois álbuns de estúdio, quatro singles e concertos memoráveis em todo o país. Após uma primeira aparição casual em 2010, promovida pela Sociedade Portuguesa de Autores, os Arte & Ofício voltaram a reunir-se, em 2014, para a gravação do primeiro álbum ao vivo aLIVE After 40 Years (2015).

## História

### Formação e primeiros anos (1975–1976)

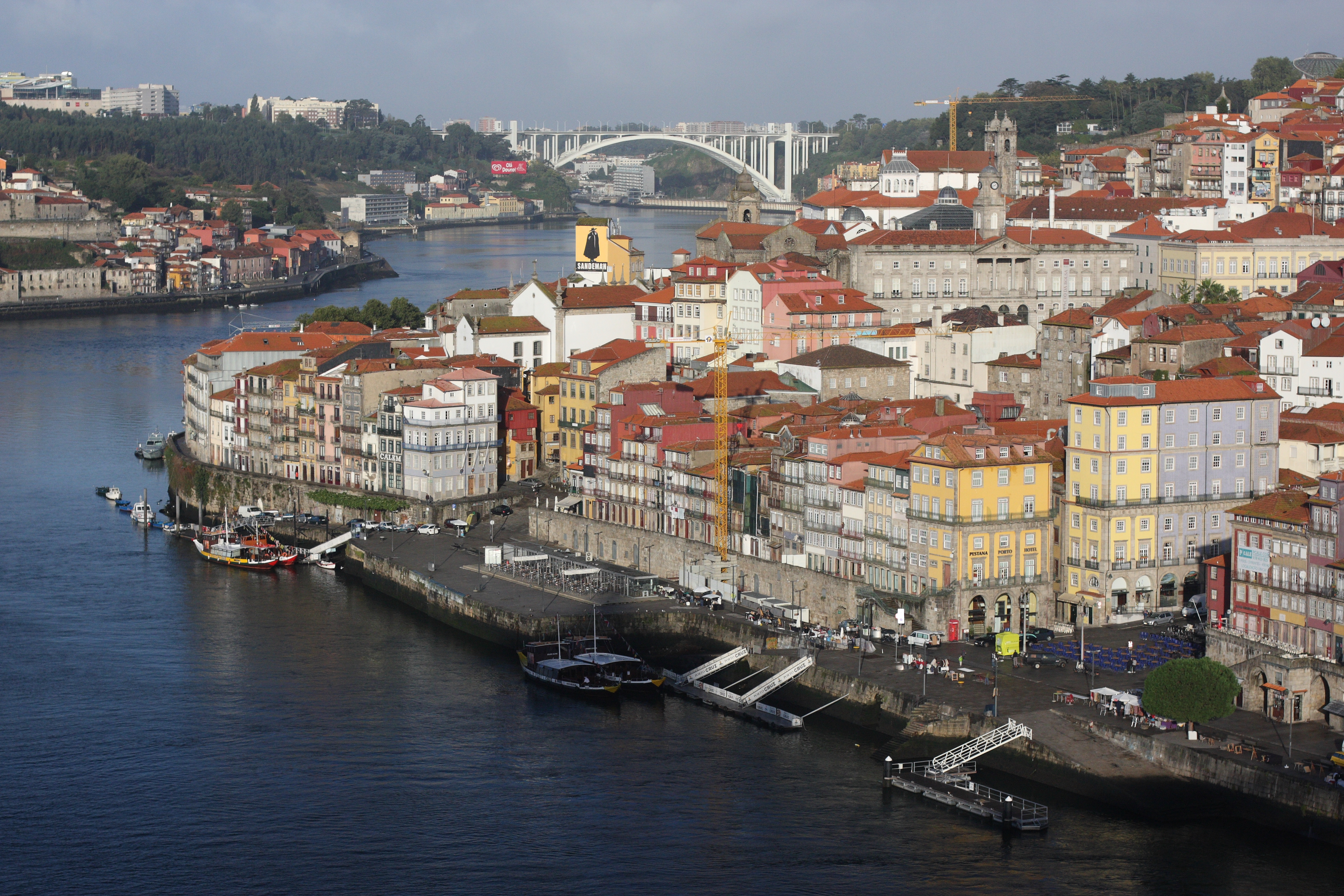
Porto, terra natal da maioria dos membros dos Arte & Ofício.

No verão de 1975, o vocalista António Garcez e o baixista Sérgio Castro, membros dos Psico, esboçaram o plano de uma banda capaz de compor temas originais com textos em inglês. Convidaram Álvaro Azevedo (bateria, ex-Pop Five Music Incorporated), Sérgio Cordeiro (guitarra, ex-Psico e ex-Rocka) e Juca Rocha (teclas, ex-Psico) e formaram os Arte & Oficio que no outono desse ano obtiveram os primeiros resultados. Tinham como inspiração bandas como os Yes ou Gentle Giant. Todos os elementos haviam passado por outras bandas o que lhes proporcionou larga experiência e profissionalismo no meio musical. Garcez, antes dos Psico, fora vocalista dos Pentágono e consegui granjear elogios da crítica musical pela prestação no Festival de Vilar de Mouros, em 1971. Os Arte & Ofício realizaram o primeiro concerto na então vila do Entroncamento onde Garcez revelou-se um vocalista com uma notável performance de palco, rocker e rebelde. Praticavam uma sonoridade ousada e inovadora em Portugal, combinando o jazz com o rock progressivo e funk. A banda foi surpreendida pela rápida ascensão ao sucesso, seguindo-se vários concertos cativando cada vez mais fãs e curiosos. Ocorreram novas mexidas na formação com a entrada do guitarrista Fernando Nascimento e saídas de Juca Rocha e do relâmpago violinista Leonel Ferreira. Em maio de 1976, participaram no 1º Festival Rock de São João da Madeira e no dia 3 de julho desse ano realizaram um memorável espetáculo no Porto tendo a Câmara Municipal como cenário, reunindo no centro da cidade, pela primeira vez, dezenas de milhares de pessoas para um concerto rock ao ar livre.

### Sucesso nacional e destaque além fronteiras (1976–1979)
Novamente atuando como quinteto, constituiu-se em 1976 a formação mais carismática dos Arte & Ofício – António Garcez (vocal), Sérgio Castro (baixo e vocal de apoio), Sérgio Cordeiro (guitarra), Fernando Nascimento (guitarra) e Álvaro Azevedo (bateria) – que encetou um novo percurso musical desviando-se do rock mais sinfónico para se aproximar do jazz e do rock progressivo. 

Logotipo da banda apresentado em 1976.

 Celebraram contrato com a editora Orfeu, de Arnaldo Trindade, e gravaram quatro temas que foram distribuídos por dois singles lançados antes e depois do verão de 1977. Assim, "Festival", com "Let Yourself Be" no lado B, assinalou a estreia discográfica e obteve algum reflexo mediático. A sonoridade refletia as influências do hard rock que Castro e Cordeiro arrastavam desde a sua passagem pelos Rocka, enquanto com o segundo single a banda deixou bem claro o caminho que queria percorrer nos anos seguintes. A canção título "The Little Story Of Little Jimmy" (1977)  demonstrou as potencialidades vocais de Garcez, enquanto o tema no labo B, "Quibble", experimenta a sonoridade funk dando a conhecer o trabalho dos guitarristas em outros universos musicais. Os dois discos trouxeram ao grupo uma crescente base de admiradores. Na digressão fizeram a primeira parte do concerto dos Can no Pavilhão dos Desportos de Lisboa e conseguiram ofuscar a famosa banda teutónica. A revista Música & Som atribuiu ao artigo publicado o título: "Arte & Ofício–O êxito dos Can". Ficou demonstrada a capacidade técnica e artística dos rapazes do Porto em ombrear com qualquer banda de renome internacional.
| “ | Os Arte & Oficio não foram apenas um caso de êxito imediato, foram, acima de tudo, um dos expoentes máximos da música progressiva, rock e jazz-rock feita em Portugal. | ” |

Não obstante os discos editados, foram os espetáculos vigorosos e profissionais que granjearam fama à banda. A experiência, energia e expressividade das atuações ao vivo era intensa, com recurso a sistemas de amplificação e iluminação na altura raros no país. Valorizavam a importância da componente cénica permitindo a Garcez revelar-se como um performer nato, exímio vocalista e um irrepreensível condutor de multidões. Sem surpresa, os Arte & Ofício tornaram-se numa das bandas mais requisitadas para espectáculos ao vivo. Ainda na Orfeu lançaram "Come Hear The Band" (1978), canção carregada por um vigoroso rock ao qual os portugueses não estavam habituados vindo de bandas nacionais. O lado B é composto pelo instrumental "O Cargarejo da Galinha", uma das mais arrojadas composições do coletivo. Trata-se do primeiro maxi single produzido em Portugal.
Motivados pelo mediatismo envolvente editaram em março o primeiro álbum Faces (1979), que contou com as participação do pianista António Pinho Vargas, que pouco depois tornar-se-ia membro integrante. Sérgio Cordeiro abandonou o grupo. O álbum é uma produção, como o título indica, com duas faces musicais distintas: o rock progressivo com influência do blues no lado X e, no lado Y, o jazz rock com aproximação ao funk. Tornou-se notório a integração de vários sub géneros de rock no alinhamento do disco. Os concertos foram cada vez em mais número e Garcez consolidava o estatuto de verdadeiro 'animal de palco'. Nos meses de junho e julho de 1979, realizaram a "Lois Rock Tour", tornando-se a primeira banda portuguesa de rock a fazer uma digressão nacional com concertos praticamente consecutivos. Garcez abandonou o grupo no final das digressão por desentendimentos.

### Nova formação e retorno ao sucesso (1979–1980)
Com o sucesso garantido e vendas consolidadas, a banda sofreu um duro golpe com as saídas de Sérgio Cordeiro e de António Garcez. O baixista Sérgio Castro assumiu a vocalização e ficaram em quarteto com Nascimento na guitarra, Pinho Vargas no piano e Azevedo na bateria. No dia 26 de setembro de 1979 gravaram para o canal de televisão RTP um dos concertos do programa “Soltem o Rock”, realizado por José Nuno Martins, no anfiteatro do Instituto Superior de Agronomia, em Lisboa. Retomaram o formato de quinteto com a entrada do pianista André Sarbib que, juntamente com António Pinho Vargas, reorientaram as novas composições do grupo definitivamente para o jazz rock. Fizeram a primeira parte do concerto dos Stranglers, no dia 28 de setembro, no pavilhão do Dramático de Cascais. Os Arte & Oficio tinham perdido o atrativo cénico da performance de Garcez e a consequente perda de fãs, no entanto, conseguiram manter a qualidade técnica das composições. Em 1980 assinaram contrato com a pequena editora Gira e lançaram o single com o controverso tema "Marijuana" e "That Guitar" no lado B. A canção título é um tema de intervenção social, em que os compositores Castro e Azevedo defendiam abertamente o seu apoio à legalização da cannabis. O tema foi um grande sucesso nos espectáculos ao vivo e permitiu-lhes acompanhar parte da digressão de Joe Jackson na Europa, dando à banda novos expoentes de popularidade e elogios da crítica internacional.

### Boomdorock, quebra de protagonismo e hiato (1980–1983)
No início da década de oitenta, Portugal viveu o fenómeno do boom do movimento de renovação musical denominado 'rock português' originado pelas canções "Cavalos de Corrida" e "Chico Fininho" dos UHF e Rui Veloso, respetivamente. Com essas canções o rock começou a falar dos portugueses, das suas coisas, das pessoas que se cruzavam todos os dias, e despertou a sociedade para o rock cantado na língua de Camões de forma abundante até então nunca visto. A explosão do rock em português trocou as voltas aos Arte & Ofício que se viram obrigados, por pressão das discográficas, a criarem uma outra banda. Sérgio Castro e Álvaro Azevedo formaram – a contra gosto e pensado para fracassar – os Trabalhadores do Comércio, banda peculiar com a curiosa utilização do sotaque do norte de Portugal associado ao humor nas letras das canções e que, ironicamente, acabariam por suplantar em êxito e longevidade os Arte & Ofício. Em fevereiro de 1981, o pianista André Sarbib abandonou o grupo, não chegando a participar no trabalho de estúdio das novas gravações. Por outro lado, Garcez formou os Roxigénio, em 1980, um projecto musical muito próximo do heavy metal e que contou com o multifacetado guitarrista Filipe Mendes, que vinha dos Psico e tinha passado pelos Heavy Band e Chinchilas. A teimosa permanência do inglês nas letras das canções, contrariando o sucesso da língua portuguesa nas vendas discográficas, ditou a efémera carreira dos Roxigénio.
No entanto, os Arte & Oficio mantiveram a tradição anglófona e lançaram o álbum Danza (1982), uma co-produção de Castro e Pinho Vargas que contou com a colaboração da brasileira Diana Pereira, dos Cana Caiana, na faixa "Radio (To All The Women In The World)". Destaque para os temas "On An Ankle", um minimalismo eletrónico baseado num poema em inglês de Fernando Pessoa, e "Danza", um pujante trabalho de captação das guitarras solo e baixo. Pinho Vargas foi substituído pelo teclista Jorge Filipe Santos. Não obstante o álbum ter conseguido entrar no top nacional de vendas, merecendo nova referência na Billboard, a banda obteve um prejuízo inesperado com a digressão. O crescente desinteresse do público jovem pela língua inglesa nas canções de rock resultou na incapacidade dos Arte & Oficio em manterem a regularidade dos concertos. Com poucas solicitações para espetáculos acabaram por terminar a carreira com um concerto na vila de Vagos, em maio de 1983.

### Regresso aos concertos e primeiro álbum ao vivo (2010, 2014–2015)
Vinte e sete anos após terem terminado a carreira, os três elementos vivos da formação inicial (Garcez, Castro e Azevedo), juntamente com Fernando Nascimento e André Sarbib, decidiram reviver os momentos confraternizados em palco, motivados pelo convite da Sociedade Portuguesa de Autores.

"aLIVE After 40 Years é uma espécie de prova de sobrevivência pessoal, de cada um de nós, de que estamos vivos e depois de tanta música e projetos diferenciados."

– Sérgio Castro fala da importância do disco.
 Na noite de 13 de novembro de 2010 realizaram um concerto no Belém Bar Café (BBC), em Lisboa, na festa que homenageou várias bandas dos anos 60, 70 e 80. Participaram também os resistentes UHF, Xutos & Pontapés e GNR, e os regressados Taxi, Sheiks, Go Graal Blues Band e Quarteto 1111, entre outros, reunidos propositadamente para essa celebração. O rastilho fora aceso, pois o reencontro de velhos amigos com a ressuscitada e calorosa legião de fãs, levou os Arte & Oficio a ponderarem algo mais sério com um regresso aos discos e aos palcos. Fizeram alguns contactos para reunir todo o staff e, pese embora a distância geográfica do vocalista António Garcez, radicado nos Estados Unidos, voltaram a reunir-se para um concerto único na Casa da Música, no Porto, a 30 de outubro de 2014. Com a mesma formação que atuou no BBC em 2010, mas agora com Jorge Filipe Santos no lugar de André Sarbib, subiram ainda ao palco os convidados João 'Pony' Machado, Luís Fernando e João Luís Médicis (guitarras), Miguel Cerqueira (baixo), José Nogueira (saxofone) e Fernando Faria (2ª bateria). As cantoras Diana Basto e Inês Soares completaram o lote de convidados. O momento ficou registado em disco compacto com o título aLIVE After 40 Years (2015), e condensou alguns dos maiores clássicos da banda. O disco foi lançado, no dia 4 de dezembro de 2015, pela editora Planta Sónica  e assinalou ao vivo os quarenta anos da fundação da banda. É uma edição limitada e numerada de mil exemplares e contempla um livro de 24 páginas com fotos de alta resolução do concerto da autoria dos fotógrafos Rui Leal, Lauren Maganete, Augusto Lemos e María Bárbara. O espetáculo gravado na Casa da Música homenageou o singular e memorável concerto de 1976 na cidade natal dos Arte & Oficio, como recordou Sérgio Castro: 
| “ | Quisemos recordar o grande momento que foi o concerto na Avenida dos Aliados, que foi memorável pela quantidade de gente que ali esteve, numa época em que não havia muito o hábito de concertos no centro da cidade (...) Foi o primeiro, com aquela envergadura, que se fez no Porto. E não quisemos que a cidade se esquecesse disso, quando gravámos este disco. | ” |

## Membros
| Integrantes - António Garcez – vocal (1975–1979), (2010), (2014–2015) - Sérgio Castro – baixo e Vocal (1975–1983), (2010), (2014–2015) - Fernando Nascimento – guitarra (1976–1983), (2010), (2014–2015) - Jorge Filipe Santos – teclas (1982–1983), (2014–2015) - Álvaro Azevedo – bateria (1975–1983), (2010), (2014–2015) | Ex-integrantes - Juca Rocha – teclas (1975–1976) - Sérgio Cordeiro – guitarra (1975–1979) - Leonel Ferreira – violino (1976) - António Pinho Vargas – piano (1979–1982) - André Sarbib – piano (1980–1981), (2010) |

Membros ao vivo
- Cristiana Kopke – vocal de apoio (1982)
- Benedita Veloso – vocal de apoio (1982–1983)
- Ana Freire – vocal de apoio (1982–1983)
- Miguel Cerqueira – baixo (1982), (2014–2015)
- João Luís Médicis – guitarra (1992), (2014–2015)
- João 'Pony' Machado – guitarra (2014–2015)
- José Nogueira – {saxofone) (2014–2015)
- Diana Basto – vocal de apoio (2014–2015)
- Inês Soares – vocal de apoio (2014–2015)

## Discografia
| Álbuns de estúdio - Faces (1979) - Danza (1982) | Singles - "Festival" (1977) - "The Little Story Of Little Jimmy" (1977) - "Come Hear The Band" (1978) - "Marijuana" (1980) | Álbuns ao vivo - aLIVE After 40 Years (2015) |

## Reconhecimento
Deixaram na história o legado da primeira banda portuguesa de jazz rock e um dos expoentes máximos da música progressiva, revolucionando completamente o rock em Portugal. Foram a primeira banda nacional a merecer repetidamente destaque internacional na revista Billboard e no jornal britânico Melody Maker pela prestação como banda suporte nos concertos dos Can, Stranglers e Joe Jackson pela sua passagem por Portugal em 1979 e 1980, bem como elogios pelos lançamentos dos álbuns Faces (1979) – que foi distribuído por vários países – e Danza (1982).
Pela perda irremediável das gravações mestras, por desleixo da editora, os poucos exemplares existentes, em registo vinil, tornaram-se autênticas peças de museologia à venda na internet por muitas centenas de euros, caso do álbum Faces que atingiu em 2010 a alta cotação de 780 euros num site britânico, enquanto que num japonês o mesmo disco alcançou os 260 euros. Em 2009, a academia de música da revista Blitz  atribuí ao álbum Faces a 32ª posição dos 40 melhores álbuns dos anos 70 editados em Portugal.